# Chuyến bay 251 của Faucett Perú
Chuyến bay 251 của Faucett Perú sử dụng một máy bay Boeing 737-200 khai thác dịch vụ chở khách theo lịch trình Lima–Arequipa–Tacna và bị rơi vào ngày 29 tháng 2 năm 1996, khi đang hoàn thành chặng đầu tiên lúc tiếp cận Sân bay quốc tế Rodríguez Ballón.:34 Toàn bộ 123 hành khách và phi hành đoàn trên máy bay đều thiệt mạng trong vụ tai nạn.:34 Đây là vụ tai nạn hàng không chết chóc nhất xảy ra trên lãnh thổ Peru.

## Máy bay và phi hành đoàn
Chiếc máy bay liên quan đến vụ tai nạn là Boeing 737-222, số đuôi OB-1451, c/n 19072, có chuyến bay đầu tiên vào ngày 21 tháng 10 năm 1968. Được trang bị động cơ Pratt & Whitney JT8D-7B, chiếc máy bay này bắt đầu hoạt động thương mại vào ngày 28 tháng 10 năm 1968, khi nó được giao mới cho United Airlines và có số đăng ký N9034UE.
Khi Aloha Airlines sở hữu chiếc máy bay, nó được đăng ký lại với số N73714 vào ngày 14 tháng 6 năm 1971 cho đến cuối Tháng 10 năm 1980, khi đó nó được chuyển giao cho Air California với số đăng ký tương tự. Air California được đổi tên thành AirCal vào Tháng 10 năm 1981 và máy bay được đăng ký lại thành N459AC. Sau khi sáp nhập AirCal vào American Airlines, chiếc máy bay này tiếp tục hoạt động cho hãng này cho đến khi Braniff Inc. tiếp nhận nó với cùng một số đăng ký vào ngày 2 tháng 3 năm 1989, sau đó nó được chuyển cho AL AC 2 Corp vào ngày 15 tháng 5 năm 1990.
Cuối cùng, chiếc máy bay được giao cho Faucett vào ngày 15 tháng 7 năm 1991 và được đăng ký là OB-1451. Khung máy bay có tuổi hơn 27 năm vào thời điểm xảy ra tai nạn. Trong chuyến bay cuối cùng, người điều khiển máy bay là Cơ trưởng Juan Mayta Basurto và Cơ phó Julio Paz Castillo, cả hai phi công đều đủ tiêu chuẩn để lái chiếc 737.:1

## Mô tả
Chuyến bay bắt đầu từ sân bay quốc tế Jorge Chávez, khi đang tiếp cận VOR/DME tới đường băng 09 của sân bay quốc tế Rodríguez Ballón, vào ban đêm, trong mưa và sương mù, có báo cáo về sấm sét trong khu vực.
Tổ bay yêu cầu bật đèn của đường băng vì họ không thể nhìn thấy chúng giống như những lần tiếp cận bình thường khác, và nhận được phản hồi từ kiểm soát viên không lưu rằng đèn đang ở cường độ tối đa. Máy bay lao vào vùng đồi cao 8.200 foot (2.500 m) —độ cao của sân bay là 8.405 foot (2.562 m)—, lúc 20:25, cách đường băng khoảng 2 kilômét (1,2 mi; 1,1 nmi) và cách khoảng 8 kilômét (5,0 mi; 4,3 nmi) bên ngoài Arequipa. Phần phía sau bị gãy lìa do va chạm, còn phần thân chính tiếp tục bay qua rặng núi ban đầu và va chạm gần đỉnh của rặng núi thứ hai. Phần đuôi rơi vào một khe hở giữa hai rặng núi.
Trên máy bay có 123 người, trong đó có 117 hành khách.:34 Quốc tịch của các nạn nhân như sau:
| Quốc tịch | Hành khách | Phi hành đoàn | Tổng cộng |
| --------- | ---------- | ------------- | --------- |
| Peru      | 77         | 6             | 83        |
| Chile     | 33         | 0             | 33        |
| Bỉ        | 2          | 0             | 2         |
| Canada    | 2          | 0             | 2         |
| Bolivia   | 2          | 0             | 2         |
| Hoa Kỳ    | 2          | 0             | 2         |
| Brazil    | 1          | 0             | 1         |
| Tổng cộng | 117        | 6             | 123       |

Trong số những người thiệt mạng có Juan Lorenzo de Szyszlo, người có hai quốc tịch Mỹ và Peru 36 tuổi, và là con trai thứ hai của họa sĩ nổi tiếng người Peru Fernando de Szyszlo với vợ ông là nhà thơ Blanca Varela. Lorenzo được cho là đang tới Arequipa để giám sát cuộc triển lãm tác phẩm của cha ông tại đó.

### Điều tra
Cuộc điều tra có các đại diện từ Ủy ban An toàn Giao thông Quốc gia và Cục Hàng không Liên bang của Hoa Kỳ, cũng như từ Boeing và Pratt & Whitney, tất cả đều đến hiện trường vụ tai nạn vào ngày 1 tháng 3. Bộ lưu dữ liệu chuyến bay (FDR) và bộ ghi âm buồng lái (CVR) của máy bay được lấy ra từ đống đổ nát và đến ngày 5 tháng 3 chúng được gửi đến Washington D.C. để NTSB phân tích.:2
Thông tin sớm từ báo chí tường thuật rằng FDR và CVR đã cung cấp thông tin. Tuy nhiên, trong khi FDR có thể sử dụng được thì CVR bị cháy một phần và hư hỏng một phần khi đã bị đứt băng từ ngay từ đầu, và chỉ có thể nghe thấy những giọng nói tiếng Tây Ban Nha biệt lập. Những thứ này dường như được ghi lại bên trong một nhà chứa máy bay, có thể là trong quá trình bảo trì, và do đó không có bản ghi âm giọng nói cuối cùng của tổ bay trước khi vụ tai nạn xảy ra. Hãng hàng không tuyên bố đã mua CVR vào tháng 7 năm 1995 và họ từng bảo trì nó hai lần ngay trước khi xảy ra vụ tai nạn (tháng 12 năm 1995 và tháng 2 năm 1996), tuy nhiên CVR đã không được bảo trì trong sáu năm trước đó, thể hiện ở phần đăng ký bên trong của máy bay rằng ngày mở ra cuối cùng là vào tháng 12 năm 1989.:8–9
Nhóm điều tra phát hiện ra rằng phi hành đoàn đã được cấp một thiết lập máy đo độ cao khí áp lỗi thời vì bỏ qua tín hiệu ILS, khiến họ bay thấp hơn gần 1.000 foot (300 m) so với độ cao mà họ tin rằng mình đang bay. Trên thực tế, họ có ấn tượng sai lầm rằng chiếc máy bay đang bay ở độ cao 9.500 foot (2.900 m), trong khi thực tế nó đang ở độ cao 8.640 foot (2.630 m), khoảng 850 foot (260 m) bên dưới đường trượt hạ cánh.